# Петар Дујмовић
Петар-Фјака Дујмовић (19. август 1893. Сплит, Аустроугарска — 3. јун 1980. Задар, СФРЈ) је бивши југословенски фудбалер.
За први тим Хајдука је заиграо још у данима његовог оснивања, 1911. године. Од тада, па све до 1926. године, Дујмовић је био стандардан у тиму Хајдука, за који је одиграо 233 утакмице и постигао 4 поготка. Први је фудбалер Хајдука чији је јубилеј након 150 одиграних утакмица клуб обележио на пригодан начин, на утакмици против градског ривала Сплита.
За репрезентацију Југославије је одиграо једну утакмицу и то ону када је комплетан Хајдук, осим голмана, наступио као државни тим 28. септембра 1924. године у пријатељском мечу против Чехословачке (0:2) у Загребу.
Дујмовић је био и активни фудбалски судија, положивши испит 1922. године на првом судијском течају Сплитског ногометног подсаваза. Статус савезног судије добио је наредне, 1923. године. Дуго је био члан разних тела Сплитског ногометног подсаваза.